# 格里格陨石坑
格里格陨石坑(Grigg)是月球背面赤道区的一座大型撞击坑，约形成于早雨海世，其名称取自古新西兰天文学家约翰·格里格(John Grigg，1838年-1920年)，1970年被国际天文联合会正式批准接受。

## 描述
该陨坑西北毗邻坡印廷环形山、西北坐落着弗里德曼环形山、外尔环形山位于它的东北偏北、东南则是迈克耳孙环形山、赫茨普龙环形山横亘在南面、西南是郭守敬环形山。
该陨坑的中心月面坐标为12°30′N 130°08′W / 12.5°N 130.13°W，直径36.7公里，
深度2.1公里。
该陨石坑呈多边形状，东侧壁重叠着一座大陨坑；坑壁平均高出周边地形990米，坑内容积约940公里3；坑内西北部坐落着一座醒目的大陨坑。

## 卫星陨石坑

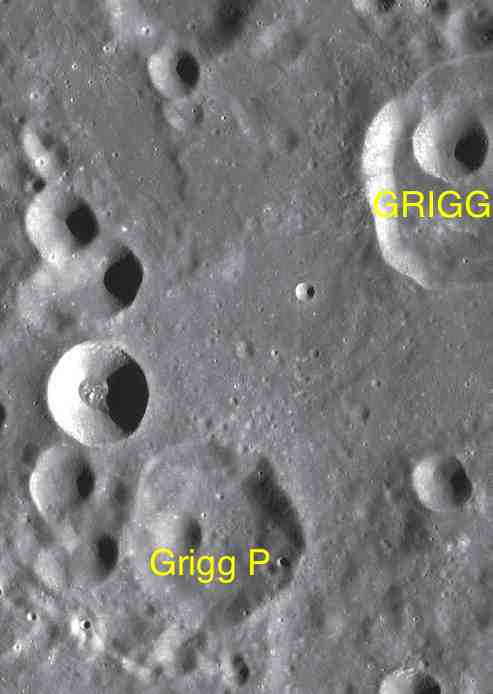
LAC-70 月图

按惯例，最靠近格里格陨石坑的卫星坑在月图上以字母标注在该坑中心点的旁边。
| 格里格 | 纬度    | 经度     | 直径    |
| ------ | ------- | -------- | ------- |
| P      | 11.4° N | 131.1° W | 32 公里 |